# Национальный союз реформатских евангелических церквей Франции
Национальный союз протестантских реформатских евангелических церквей Франции (фр. Union nationale des Églises protestantes réformées évangéliques de France, UNEPREF) — кальвинистская деноминация во Франции.
Союз так же известен как «Евангельские реформатские церкви Франции» (англ. Evangelical Reformed Churches of France). В настоящее время союз насчитывает около 10 600 членов в 68 церквях, преимущественно в районе Парижа, на юго-западе и на юго-востоке Франции.

## История
Организация «Евангелическо-реформатские церкви Франции» была основана в 1938 году как продолжение организации «Евангелическо-реформатская церковь Франции». Под руководством пастора Марка Бёнье в 1938 году части четырех протестантских конфессий Франции объединились в Реформаторскую церковь Франции: «Евангелистская реформатская церковь Франции» (большинство); «Союз реформатских церквей» (полностью); «Свободные евангелические церкви» (меньшинство); и «Методистская церковь Франции» (большинство). Меньшинство более консервативных церквей в Евангелической реформатской церкви Франции были против богословского либерализма и поэтому продолжали свою нынешнюю деноминацию под названием «Национальный союз независимых реформатских евангелических церквей Франции». В марте 2009 года деноминация сменила название на «Национальный союз протестантских реформатских евангелических церквей Франции» (UNEPREF). 

## Доктрина
Союз придерживается Апостольского и Никейского символов веры, кальвинистского французского исповедания веры Ла-Рошели (1559 г.) и исповедания веры Французской реформатской церкви (версия 1872 г.).

## Структура
Деноминация организована по пресвитерианской модели. Каждая церковь отправляет своих представителей на национальный синод, который проводится ежегодно. Раз в три года общий национальный синод созывается и избирает своего президента.

## Образование
Союз имеет прочные связи с духовной семинарией факультета Жана Кальвина (ранее: Faculté Libre de Théologie Réformée) в Экс-ан-Провансе. Большинство пасторов получили образование здесь.

## Межцерковные сношения
На международном уровне союз является членом Всемирного сообщества реформатских церквей и Сообщества церквей с миссией (англ. Community of Churches with a Mission). Кроме того, союз поддерживает многочисленные отношения с пресвитерианскими церквями в США и других странах Европы. Во Франции союз участвует в Протестантской федерации Франции, Протестантской миссионерской службе, Протестантско-лютеранской реформатской общине в качестве члена и во Французском национальном совете евангелистов.

## Внешние ссылки
- unepref.com — официальный сайт Национальный союз реформатских евангелических церквей Франции